# 拙政园

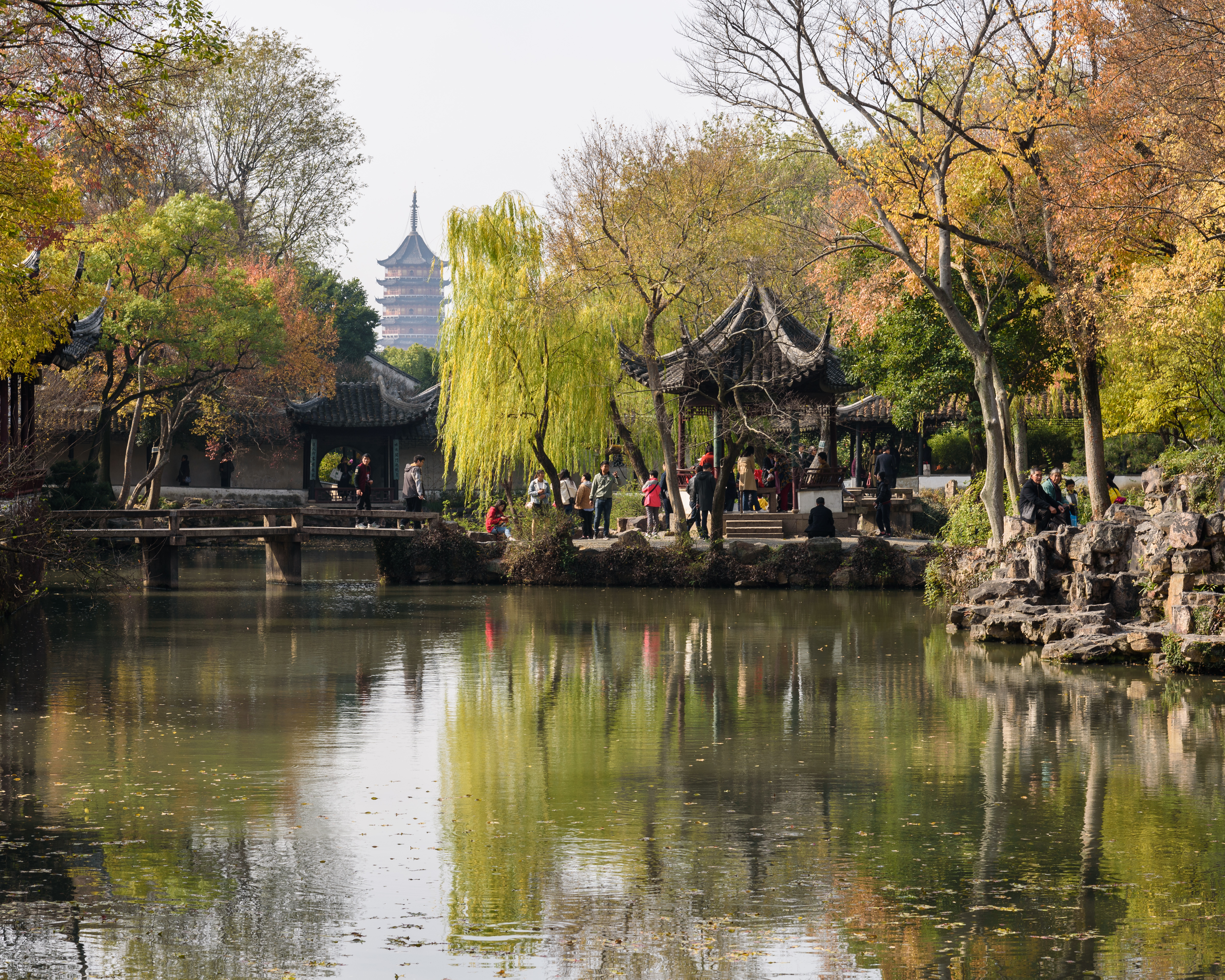
苏州园林拙政园中的船屋

拙政园，是中国江南一座园林，位于苏州市姑蘇區东北街178号，始建于明朝正德年间，初為御史王獻臣改佛寺以建。它是中国园林的杰出代表，亦是江南私家花园典范，1961年被国务院列为首批全国重点文物保护单位，1991年被国家计委、旅游局、建设部列为国家级特殊游览参观点，1997年，与其它数座园林一同被联合国教科文组织（UNESCO）列为世界文化遗产。
拙政园始建于明正德四年（1509），为明代弘治进士、御史王献臣弃官回乡后，在唐代陆龟蒙宅地和元代大弘寺旧址处拓建而成。取晋代文学家潘岳《闲居赋》中“筑室种树，逍遥自得……灌园鬻蔬，以供朝夕之膳……此亦拙者之为政也”句意，将此园命名为拙政园。据传王献臣在建园之期，曾请吴门画派的代表人物文徵明为其设计蓝图,形成以水为主、疏朗平淡、近乎自然风景的园林。王献臣死后，其子一夜豪赌，将园输给徐氏，其子孙后亦衰落。明崇祯四年（1631）园东部归侍郎王心一，名“归田园居”。园中部和西部，主人更换频繁，乾隆初，中部复园归太守蒋棨所有。咸丰十年（1860）太平军进驻苏州，拙政园为忠王府，相传忠王李秀成以中部见山楼为其治事之所。光绪三年（1877）西部归富商张履谦，名“补园”。中华人民共和国成立后，得到了保护修复，并于1952年正式对外开放。   
拙政园占地面积78亩（52000平方米），全园分东、中、西三部分。另有住宅部分现为园林博物馆展厅。东部明快开朗，以平冈远山、松林草坪、竹坞曲水为主。中部为拙政园精华所在，池水面积占1/3，以水为主，池广树茂，景色自然，临水布置了形体不一、高低错落的建筑，主次分明。西部水池呈曲尺形，其特点为台馆分峙，回廊起伏，水波倒影，别有情趣，装饰华丽精美，主体建筑为靠近住宅一侧的卅六鸳鸯馆。

## 历史
明正德四年（1509年），因官场失意而还乡的御史王献臣，以大弘寺址拓建为园，取晋代潘岳《闲居赋》中“灌园鬻蔬，以供朝夕之膳，是亦拙者之为政也”意，名为“拙政园”。中亘积水，浚治成池，弥漫处“望若湖泊"。园多隙地，缀为花圃、竹丛、果园、桃林，建筑物则稀疏错落，共有堂、楼、亭、轩等三十一景，形成一个以水为主、疏朗平淡，近乎自然风景的园林，“广袤二百余亩，茂树曲池，胜甲吴下”。
明嘉靖十二年（1533年），文征明依园中景物绘图三十一幅，各系以诗，并作《王氏拙政园记》。
王献臣死后，其子一夜赌博将园输给徐氏。徐氏子孙后亦衰落，园渐荒废。
明崇祯四年（1631年），园东部荒地十余亩为侍郎王心一购得。王善画山水，悉心经营，布置丘壑，于崇祯八年（1635年）落成，名“归田园居”。中有秋香楼、芙蓉榭、泛红轩、兰雪堂、漱石亭、桃花渡、竹香廊、啸月台、紫藤坞、放眼亭诸胜，荷池广四、五亩，墙外别有家田数亩。园中多奇峰，山石仿峨眉栈道。据清雍正六年（1728年）沈德潜作的《兰雪堂图记》，当时园中崇楼幽洞、名葩奇木、山禽怪兽，与已荡为丘墟的拙政园中部适成对照。直至道光年间，王氏子孙尚居其地，但已渐荒圮，大部变为菜畦草地。
园之中部与西部则归属变化较繁。清初顺治四、五年（1647—1648年）间，钱谦益（牧斋）曾构曲房于此，安置名妓柳如是在内居住。清兵入苏，园为镇将所占。当时园主系徐氏第五代后人，不得已在清顺治十年（1653年）以二千金将园廉售于大学士海宁陈之遴。陈得园后重加修葺，备极奢丽。内有宝珠山茶三四株，花时巨丽鲜妍，为江南所仅见。但陈长期在京，购园五年后即获罪被谪辽东，客死于谪所，始终未见园中一花一木。清康熙元年（1662年），拙政园没为官产，被圈封为宁海将军府，次第为王、严两镇将所有。清康熙三年（1664年）又改为兵备道（安姓）行馆，未有改作。之后，园被发还给陈之遴子，卖与吴三桂婿王永宁。在此以前，园主虽屡有变动，但大都仍拙政园之旧。至王永宁则大兴土木，易置丘壑，园的面貌与文征明图记中所述已大不相同。园内建斑竹厅、娘娘厅，为三桂女起居处。又有楠木厅，列柱百余，石础径三、四尺，高齐人腰，柱础所刻皆升龙，又有白玉龙凤鼓墩，穷极侈丽。至清康熙十八年（1679年），拙政园改为苏松常道新署，参议祖泽深将园修葺一新，增置堂三楹、重门三楹。清康熙二十二年（1683年），苏松常道缺裁。清康熙二十三年（1684年），康熙帝玄烨南巡曾来此园。同年编成的《长洲县志》中写道：“廿年来数易主，虽增葺壮丽，无复昔时山林雅致矣”。
拙政园自苏松常道署裁撤（1683年）后，渐散为民居，先由王皋闻、顾璧斗两富室分得，后总戎严公伟亦居于此。乾隆初，园又分为中部的“复园"和西部的“书园”两部分。至此，原来浑然一体、统一规划的拙政园，演变为相互分离、自成格局的三个园林。中部的复园归太守蒋棨(王揆外孫，袁枚親家）所有。当时园内荒凉满目，蒋氏经营有年，始复旧观。园中藏书万卷，春秋佳日，名流觞咏，极一时之盛，曾有《复园嘉会图》传世。袁枚、赵翼、钱大昕等相继来此，流连赋诗。袁枚有句云：“人生只合君家住，借得青山又借书”。但蒋棨殁后，园就逐渐荒落了。西部的书园主是太史葉士寬，中有拥书阁、读书轩、行书廊、浇书亭诸胜，皆昔年废地，由叶氏新筑。拥书阁有十景，士宽之子葉树藩曾与其甥武进赵怀玉赋诗记之。书园后归道员沈元振，园中第宅为太常博士汪美基所居，旋又分属程、赵、汪等姓。
清嘉庆十四年（1809年），刑部郎中海宁查世倓购得此园。蒋氏拥有复园七十余年之后，至此易主。其时园中池堙石颓，查氏修缮经年，焕然一新，仍名复园。但为时不久，至嘉庆末年又归吏部尚书协办大学士平湖吴璥，其子观察晋德也曾居此，故苏人呼为吴园。春日游人如织，摊贩杂陈。虽然是园仍保持了“水木明瑟旷远，有山泽间趣”的特点，但视旧园仅得三分之一。故清道光廿二年（1842年）梁章钜挟恽南田图游园印证时，谓园景与一百六十多年前的恽图已大不相同。由于吴氏长期在外地做官，疏于管理，逐渐亭台倾圮，池馆萧条。园南的东部花园第宅，其时归部郎潘师益。潘与其子㬶在内营构瑞棠书屋。
清咸丰十年（1860年）六月二日（旧历四月十三），太平军进驻苏州。太平天国忠王李秀成以拙政园并东面的潘㬶子潘爱轩宅、西面的汪硕甫宅合建忠王府，相传见山楼为其治事之所。“工匠数百人终年不辍，工且未竣，城已破矣”（马如飞《劫余灰录》）。据李鸿章后来给李鹤章的信中所述，“忠王府琼楼玉宇，曲栏洞房，真如神仙窟宅”，“花园三四所，戏台两三座，平生所未见之境也”。
清同治二年（1863年），李鸿章占领苏州后，将忠王府作为自己的江苏巡抚行辕，藩臬司也在其中办公。由善后局付白银三千两给原园主吴氏，以园归公，西面的汪姓房屋仍归汪氏。当时官府还附设医药局于园内，行医施药。过了一年多，有人入游，见园内“事物已颓损十之五”。至清同治五年（1866年），巡抚衙门迁离拙政园。
清同治十年（1871年）冬，南皮张之万（光绪中为大学士，从弟張之洞）任江苏巡抚时，居拙政园原潘宅房屋内。张能书画，经营修治，渐复旧观。有远香堂、兰畹、玉兰院、柳堤、东廊、枇杷坞、水竹居、菜花楼、烟波画舫、芍药坡、月香亭、最宜处诸胜，绘有《吴园图》十二册。后张之万升任浙闽总督，离苏有日，就与右布政使并恩赐管理苏州织造部堂德寿、粮储道英朴、恩竹樵三人（俱满族）商议，倡立会馆，以价银三千、修理费二千汇交藩库。于清同治十一年（1872年）正月，改为“八旗奉直会馆”，其范围包括园的中部花园及前面的房屋，园仍名拙政。清光绪十三年（1887年）又曾修葺过一次，这一以水为主、水面阔广、景色自然的格局基本保持至今。
清光绪三年（1877年），园西部花园的汪姓宅园以价银六千五百两售于吴县富商张履谦，易名为“补园”。当时园中亭台只存一、二处，残破不堪，已非昔日景况。经张履谦大加修葺，遂有塔影亭、留听阁、浮翠阁、笠亭、与谁同坐轩、宜两亭等胜景，又新建了精致绮丽的卅六鸳鸯馆、十八曼陀罗花馆。清光绪二十年（1894年），张获得文徵明《王氏拙政园记》石刻碑拓，重摹上石，又得文徵明、沈周遗像，为之建“拜文揖沈之斋”。张氏以巨款经营多年，追求奢丽，部分失去了拙政园疏朗闲适的特点。但张与其孙紫东俱爱好昆曲，所构卅六鸳鸯馆，其顶层结构为“卷棚顶”，音响效果甚佳。昆曲前辈俞振飞常随父“曲圣”粟庐来此园游憩度曲。
清宣统三年（1911年）11月21日，江苏都督程德全曾通告全省，在此园召开江苏临时省议会。此时八旗奉直会馆已改称奉直会馆。由于八旗奉直人游宦于苏的日益减少，会馆经济不佳，于是对外开放，收取游资。园中开辟茶室，并曾辟娱乐场，以唱滑稽戏、说书等招揽游客。日常祗数十人入游，唱戏时可增至二、三百人。
民国八年（1919年）左右，奉直会馆房宅（现苏州博物馆处）曾辟作时疫医院。民国十七年（1928年）九月与廿三年（1934年）十月间，又二度被借作戒烟所。之后，还曾做过区公所。现工艺美校部分房宅在民国九年左右，售与李鸿章之侄、清末云贵总督李经羲。经李以巨款翻修，甚为精致。李不久即殁，子孙无人居苏，房屋后曾抵押与某银行。
民国十九年（1930年）七月十五日，园内回廊因年久失修，突然坍倒，压伤游客两人。此后，坍倒的回廊一直用木头支撑。见山楼后的木桥，也断裂不能通行。至抗战爆发前夕，一代名园已衰落至“狐鼠穿屋，藓苔蔽路”的境地。
民国二十六年（1937年）冬，日本侵略军飞机几度轰炸苏州。远香堂受震破损，南轩被焚毁，园内到处亭阁倾圮，枯苇败荷，荒秽不堪。
民国二十七年（1938年），江苏省省长陈则民见奉直会馆大部分房屋幸存未毁，即租用拙政园为伪省政府办公处。还向张氏借租了补园。其间曾稍加修葺。陈群任伪省长时，又在西花园建日本式木屋一所，专门接待日军将领、特务头目等在内吃喝玩乐。
园的东部，即“归田园居”久已荒废，部分变为荒地，部分散为民居，与中部花园以墙隔绝。进出由道观弄（1958年砌断）与东北街相通。园内殡舍数间，棺柩杂陈，又有破旧民房十余间，荒地一片。至伪江苏省政府教育厅占用时，将园东部花园与中部花园打通，造小洋房一所，供伪官居住。又将土墩上小亭（名补拙，现放眼亭）稍加修葺。余则野草遍地，荒芜依然。
民国三十四年（1945年），抗日战争胜利，盘踞在拙政园的省政府随之瓦解。1946年9月，国立社会教育学院从四川璧山迁苏，借拙政园为校舍。中部花园和房屋部分为办公教学区及学生宿舍，东部花园作为教职员宿舍，并将园外菜地（现天泉亭处）买下，辟作操场。西部的补园仍属张氏。1948年，社会教育学院因校舍不足，又向张氏后人张逸侪租借了西部花园和部分房屋。
1949年，苏州解放后，社教学院并迁无锡。拙政园及前部房屋由苏南行政区苏州行政区专员公署使用。1951年11月，拙政园被划归苏南区文物管理委员会管理，专员公署另迁新址。文管部门立即修缮，延请专家名匠，规划整治，山、水、桥、亭、厅、堂、墙、门，务期按原样修复。1952年10月，工程竣工，同年11月6日，整修后的拙政园中部花园和西部花园正式开放。东部暂为花圃和职工宿舍。园前的房屋，中间部分（现博物馆）归苏南文管会使用，东面（现工艺美校）为苏南区苏州图书馆（1951年11月迁入），西面（现平江区医院）为洪泽小学。
1954年，市园林管理处成立后，从苏南文管会接管了拙政园，年底开始又大加整修。之后，在东部花园重筑围墙，逐步浚池叠石，植树莳花。
1959年下半年起，又对东部花园进行大规模修建，新建了大门、芙蓉榭、涵青亭、秫香馆等，1960年9月完工。至此，拙政园中、西、东三部重又合而为一，成为完整统一而又各有特色的名园。
1976年拙政园征用土地九亩八分，扩大花圃面积。1979年以来，对园内建筑、假山多次进行了维修，碑刻、匾额、楹联、家具陈设等也陆续恢复。
1980年，以4万元和木材26立方米大修远香堂。
1985年，大修香洲、浮翠阁。 
1988年3月30日，工艺美校搬出李宅，苏州市园林管理局投资120万元进行整修，1989年4月25日竣工。至此，拙政园宅园合一。
1992年9月，在拙政园的原住宅部分（李宅原工艺美校所用部分）中轴线建成了中国第一座以园林为专题的博物馆。该馆按四进厅堂布置成“园原”、“园史”、“园趣”、和“园冶”四个展厅，展现苏州园林在2000多年历史中的历程和风采。
2003年，整治东部周边环境，建成园外苑。
2007年，建成园林博物馆新馆。

## 规模

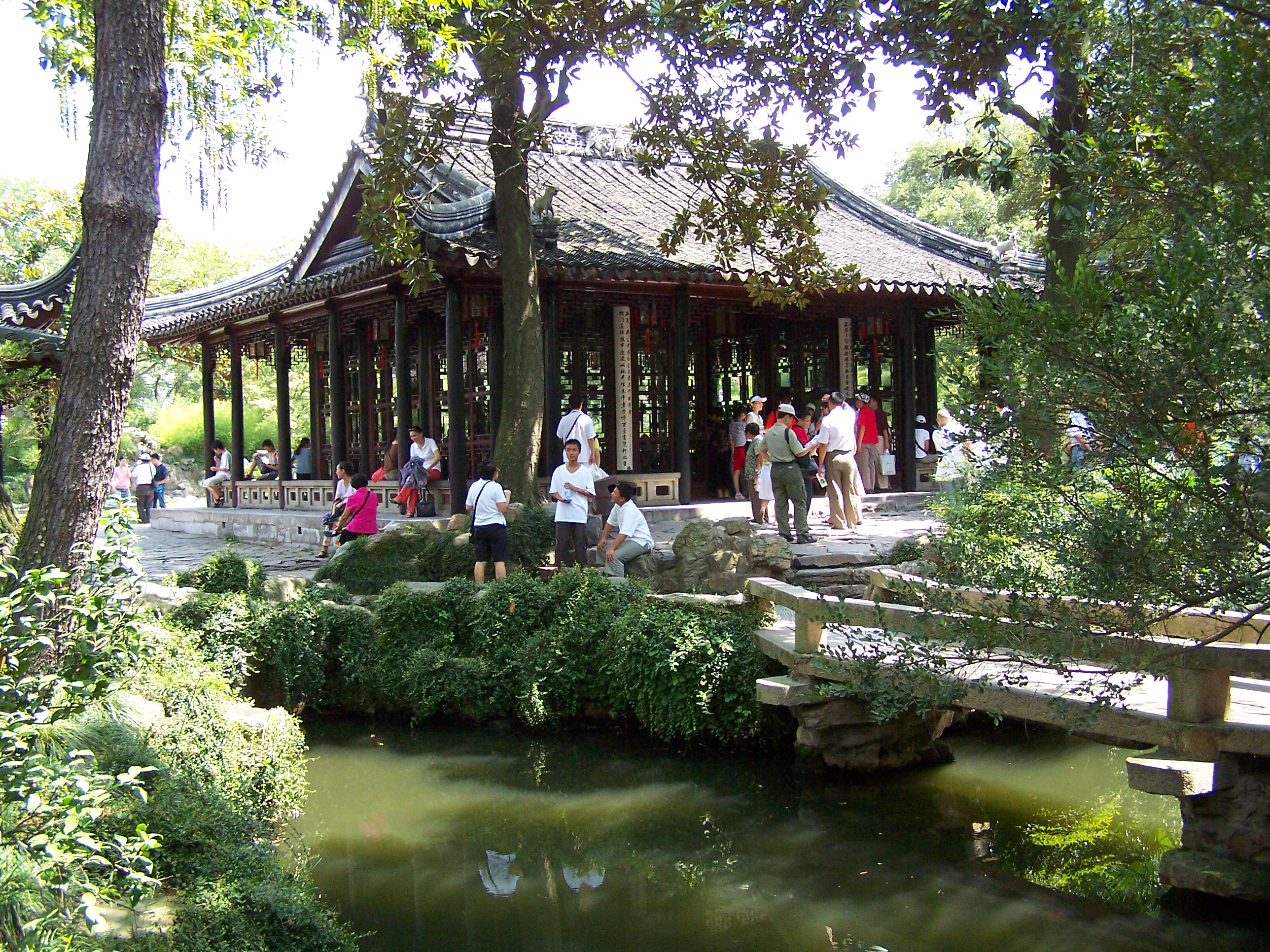
拙政园中部远香堂南

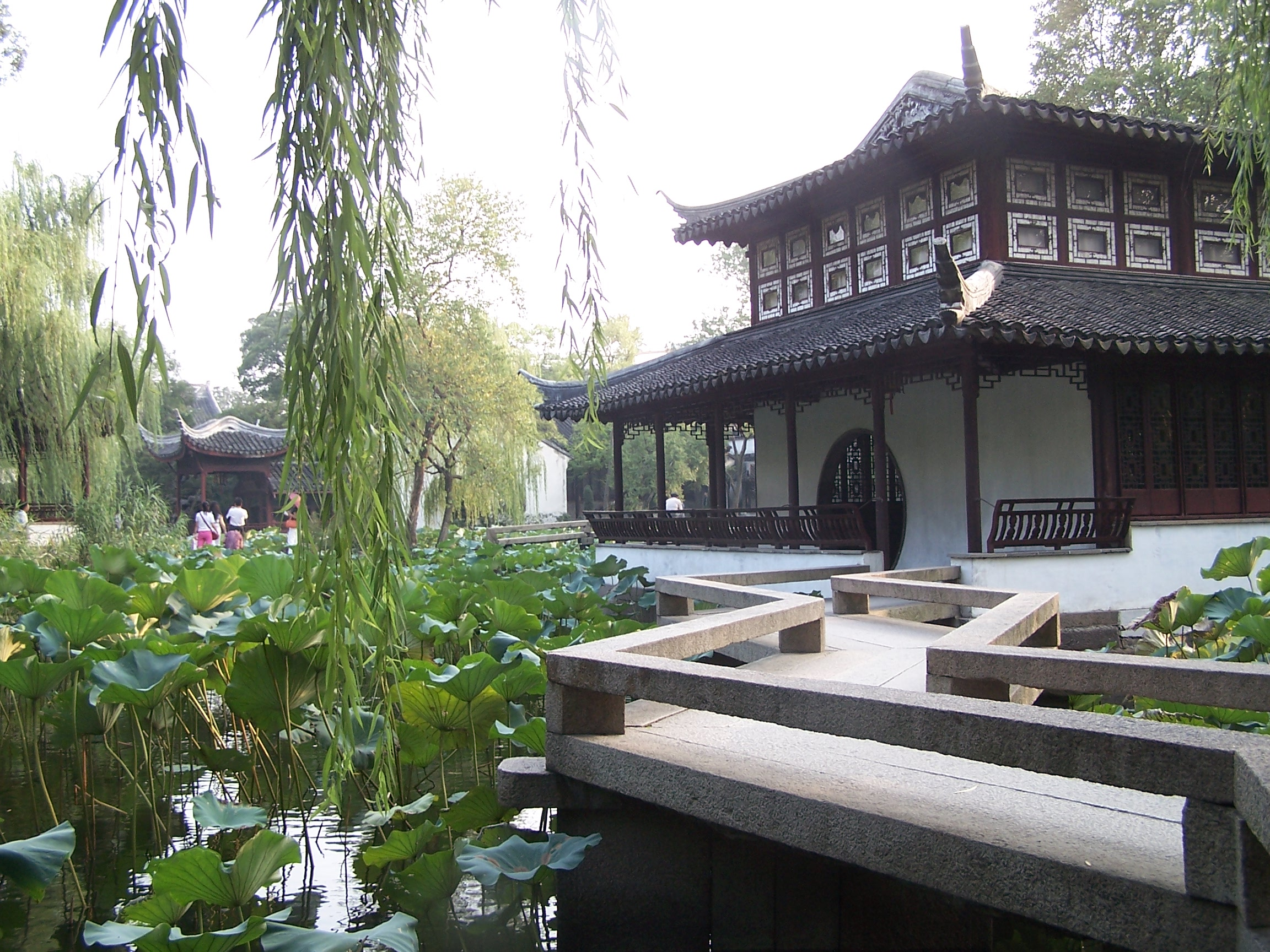
拙政园中部见山楼

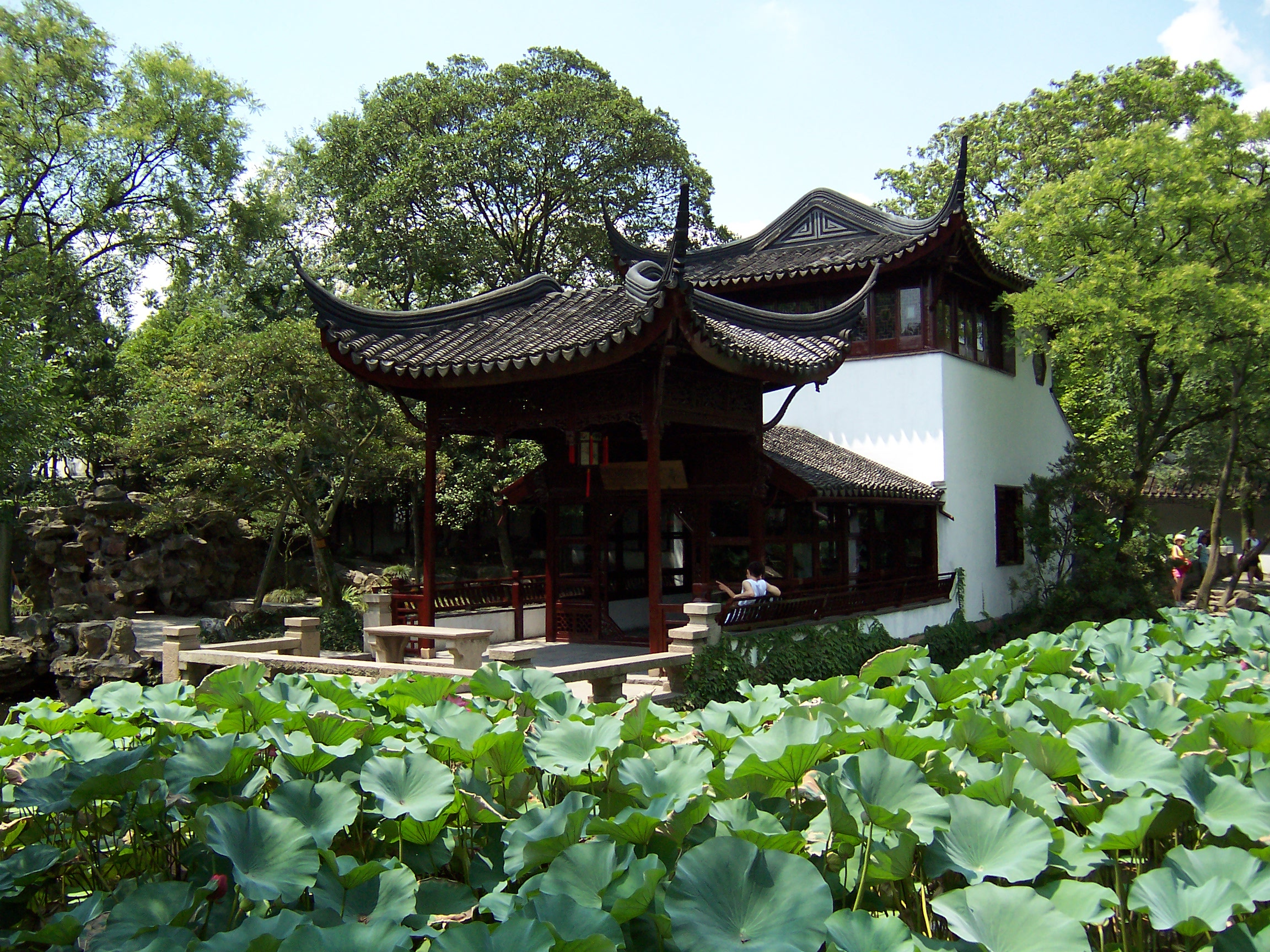
拙政园中部香洲

### 东部
系1959-1960年新建。今用为拙政园主要入口。重要的景点有秫香馆、松林草坪、芙蓉榭、天泉亭等。东部的范围大致相当于明朝王心一「归田园居」，然景物全非，其风格与作为晚清遗产的拙政园不相属。东部原称“归田园居”，是因为明崇祯四年（公元1631年）园东部归侍郎王心一而得名。约31亩，因归园早已荒芜，全部为新建，布局以平冈远山、松林草坪、竹坞曲水为主。配以山池亭榭，仍保持疏朗明快的风格，主要建筑有兰雪堂、芙蓉榭、天泉亭、缀云峰等，均为移建。

### 中部
中部系晚清八旗奉直会馆（建于1872年，1887年曾经大举修葺）之遗存。
中部是拙政园的主景区，为精华所在。面积约18.5亩。其总体布局以水池为中心，亭台楼榭皆临水而建，有的亭榭则直出水中，具有江南水乡的特色。池广树茂，景色自然，临水布置了形体不一、高低错落的建筑，主次分明。总的格局仍保持明代园林浑厚、质朴、疏朗的艺术风格。以荷香喻人品的「远香堂」为中部拙政园主景区的主体建筑，位于水池南岸，隔池与东西两山岛相望，池水清澈广阔，遍植荷花，山岛上林荫匝地，水岸藤萝粉披，两山溪谷间架有小桥，山岛上各建一亭，西为“雪香云蔚亭”，东为「待霜亭」，四季景色因时而异。远香堂之西的「倚玉轩」与其西船舫形的“香洲” （「香洲」名取以香草喻性情高傲之意）遥遥相对，两者与其北面的“荷风四面亭”成三足鼎立之势，都可随势赏荷。倚玉轩之西有一曲水湾深入南部居宅，这里有三间水阁「小沧浪」，它以北面的廊桥“小飞虹”分隔空间，构成一个幽静的水院。
主体建筑为远香堂，为拙政园之主建筑。远香堂是一座四面厅，建于明代王氏拙政园若墅堂的旧址上。它面水而筑，面阔三间，结构精巧，周围都是落地玻璃窗，可以从里面看到周围景色，堂的正中间匾额，题「远香堂」三字，系今人张辛稼补书，原额为清沈德潜所书，文革中毁。堂的南面有小池和假山、竹林。堂的北面是宽阔的月台，月台临池。池中有东西二岛。西为雪香云蔚亭所踞，亭子正对远香堂的两根柱子上配有署名「徵明」的对联：「蝉噪林愈静，鸟鸣山更幽」；亭中央「山花野鸟之间」的题额，署名「元璐」（明倪元璐）——此额对均系五十年代购自古旧商店。东则为待霜亭，原名「北山亭」，1981年以文氏园记三十一景中有待霜亭名目，乃以北山亭改待霜亭，题额径用影印的文氏图咏墨迹。两岛间以桥相连接。
远香堂东小山上有绣绮亭，额系苏南文管会踞此园时期（1951-1954）题制。更有枇杷园、海棠春坞、玲珑馆、嘉实亭（系假文氏园记名目所题，与明代拙政园之嘉实亭不相涉）、听雨轩、梧竹幽居等众多景点。从梧竹幽居向西远望，可见北寺塔。西岛西南水池中央，有荷风四面亭，亭西曲桥通向柳荫路曲，自此折向北，经爬山廊，至见山楼。荷风四面亭南则以曲桥连接远香堂西之倚玉轩（原名「南轩」，1955年假文氏园记三十一景名目改今名）。自倚玉轩向西，为小飞虹（亦假文氏园记名目所题，与明代拙政园之小飞虹不相涉），这是苏州园林中唯一的廊桥。桥的南面有小沧浪水阁（亦假文氏园记名目所题，与明代拙政园之小沧浪不相涉），绕过水院，向北则为香洲，系一形式优美之画舫。香洲西为玉兰堂，隐于茂树之后。堂前月台石栏，约系明末清初旧物。
从拙政园中园的建筑物名来看，大都与荷花有关。王献臣之所以要如此大力宣扬荷花，主要是为了表达他孤高不群的清高品格。中部景区还有微观楼、玉兰堂、见山楼等建筑以及精巧的园中之园——枇杷园。

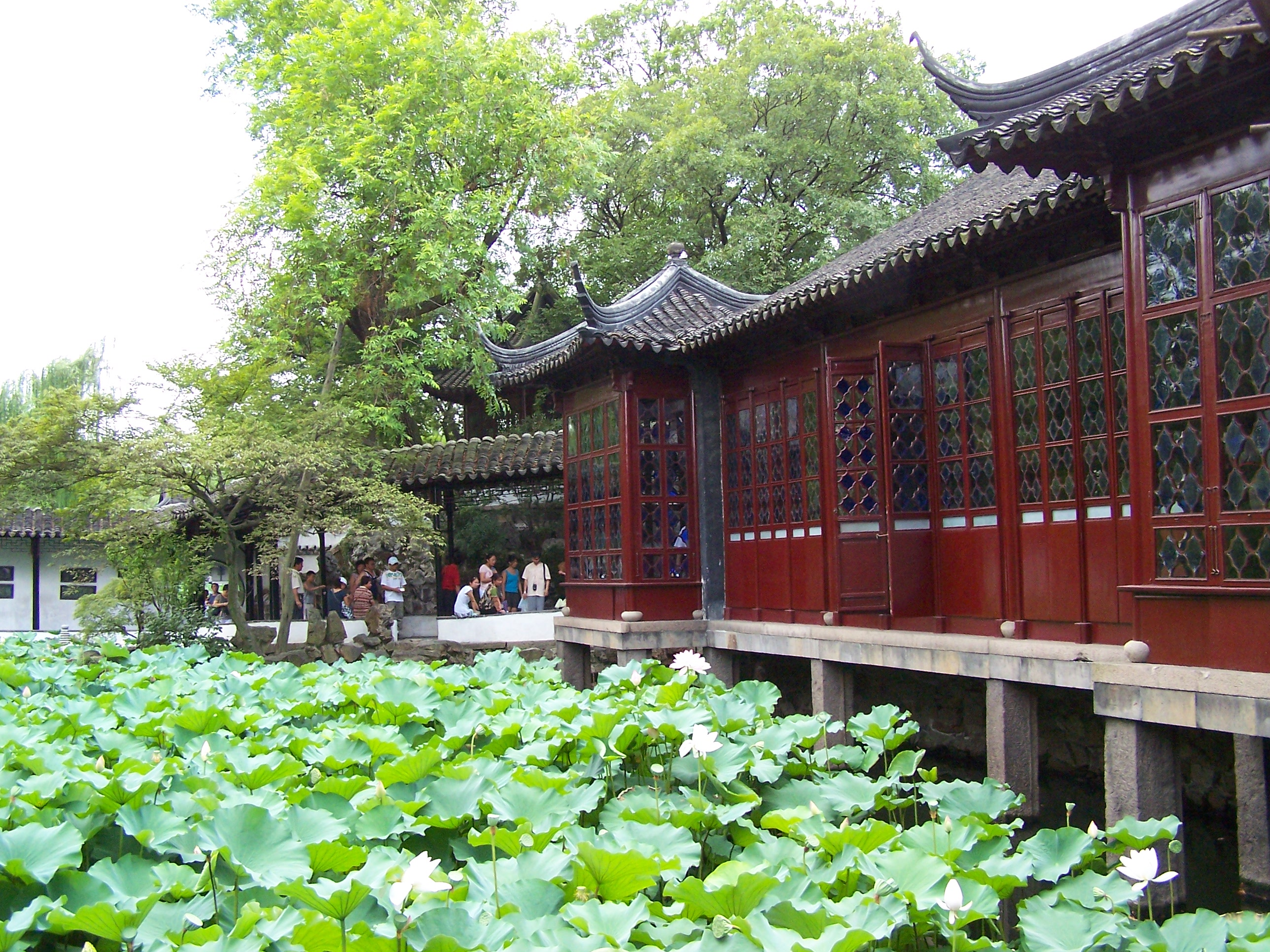
拙政园西部三十六鸳鸯馆

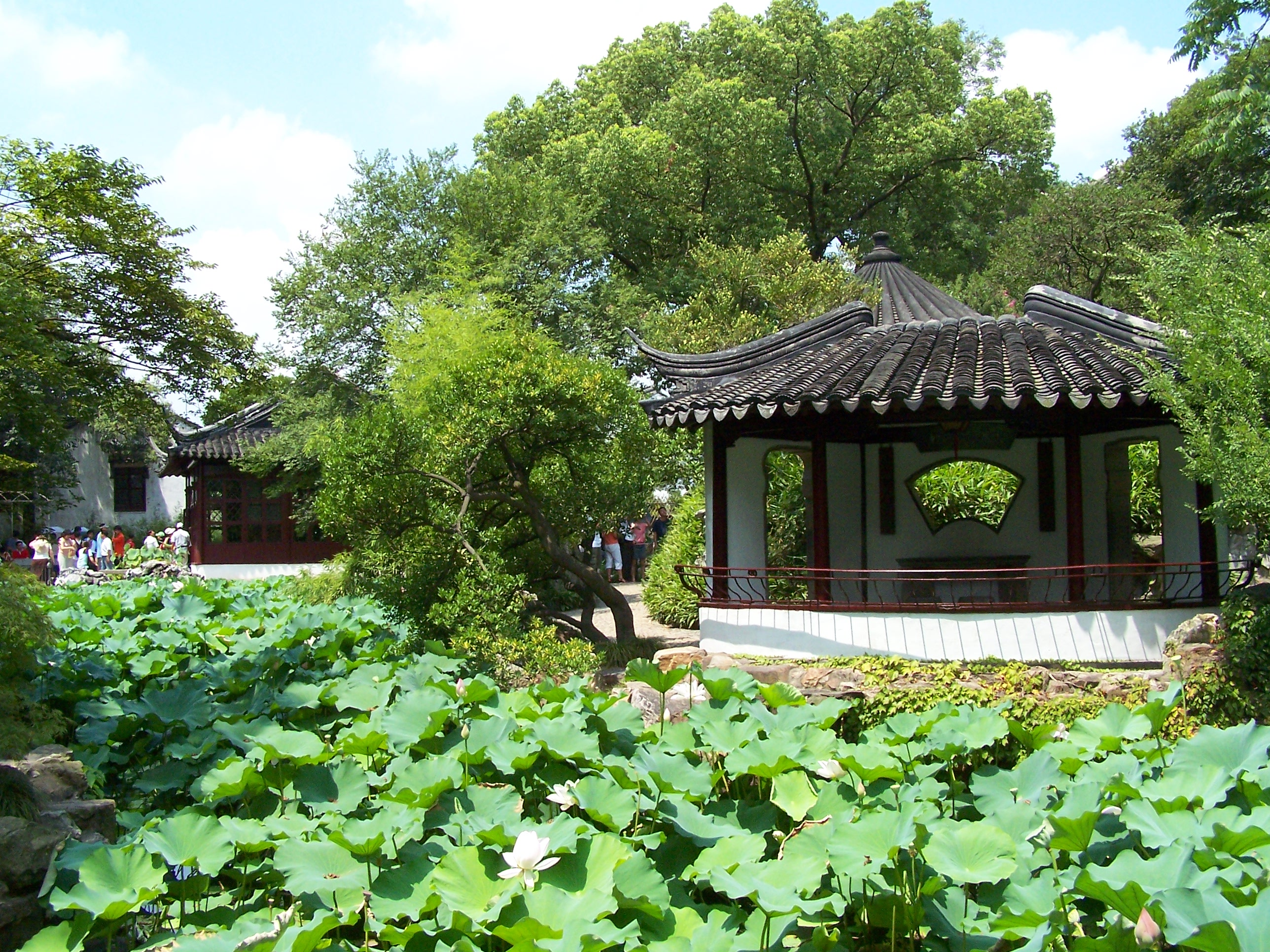
拙政园西部与谁同坐轩

### 西部
西部系晚清张履谦补园（建于1877年）之遗存。原为“补园”，面积约12.5亩，其水面迂回，布局紧凑，依山傍水建以亭阁。因被大加改建，所以乾隆后形成的工巧、造作的艺术的风格占了上风，但水石部分同中部景区仍较接近，而起伏、曲折、凌波而过的水廊、溪涧则是苏州古典园林造园艺术的佳作。西部主要建筑为靠近住宅一侧的三十六鸳鸯馆，是当时园主人宴请宾客和听曲的场所，厅内陈设考究。晴天由室内透过蓝色玻璃窗观看室外景色犹如一片雪景。三十六鸳鸯馆的水池呈曲尺形，其特点为台馆分峙，装饰华丽精美。回廊起伏，水波倒影，别有情趣。西部另一主要建筑“与谁同坐轩”乃为扇亭，扇面两侧实墙上开着两个扇形空窗，一个对着“倒影楼”，另一个对着“三十六鸳鸯馆”，而后面的窗中又正好映入山上的笠亭，而笠亭的顶盖又恰好配成一个完整的扇子。